# سرای گلشن (تربت حیدریه)
سرای گلشن  مربوط به دوره قاجار است و در تربت حیدریه، حاشیه شرقی محله برزار، خیابان ابوذر غفاری واقع شده و این اثر در تاریخ ۲۵ اسفند ۱۳۸۰ با شمارهٔ ثبت ۵۶۹۹ به‌عنوان یکی از آثار ملی ایران به ثبت رسیده است.